# Stigmaphyllon maynense
Stigmaphyllon maynense är en tvåhjärtbladig växtart som beskrevs av Huber. Stigmaphyllon maynense ingår i släktet Stigmaphyllon och familjen Malpighiaceae. Inga underarter finns listade i Catalogue of Life.